# 김남이
김남이는 대한민국의 연극 배우이자 영화 배우이다.

## 뮤지컬
- 2005년 《카츄샤의 노래》
- 2014년 《레미제라블》(서울)
- 2014년 《레미제라블》(수원)
- 2014년 《레미제라블》(익산)

## 연극
- 2009년 《그 여자 사람잡네》

## 방송
- 2003년 ~ 2004년 SBS 대하사극  《왕의 여자》
- 2007년 SBS 드라마스페셜  《마녀유희》
- 2016년 SBS 드라마스페셜  《돌아와요 아저씨》
- 2019년 tvN 수목미니시리즈  《악마가 너의 이름을 부를 때》
- 2020년 TV조선 주말특별기획드라마 《바람과 구름과 비》
- 2020년 KBS2 월화미니시리즈  《좀비탐정》
- 2021년 SBS 금요드라마  《펜트하우스 3》
- 2021년 tvN 월화미니시리즈  《너는 나의 봄》... 횟집 주인 역
- 2021년 MBC 저녁 일일연속극  《두 번째 남편》... 지나와 선화의 감방동기 황금덕 역
- 2021년 JTBC  수목미니시리즈  《너를 닮은 사람》
- 2022년 tvN  토일드라마  《스물다섯 스물하나》...이진의 고모 역
- 2023년 MBC 저녁 일일연속극  《하늘의 인연》 (특별출연)

## 영화
- 《링반데룽》
- 2002년 《마고》... 구름의 점령 역
- 2006년 《미녀는 괴로워》... 타투이스트 역
- 2008년 《7인의 초인과 괴물 F》... 영어농담하는 사원 역
- 2015년 《워킹걸》... 조 부장 처 역
- 2015년 《미쓰 와이프》... 주민 3 역
- 2015년 《제트》... 여 환자 좀비 역